# Albert Fraenkel (1864–1938)

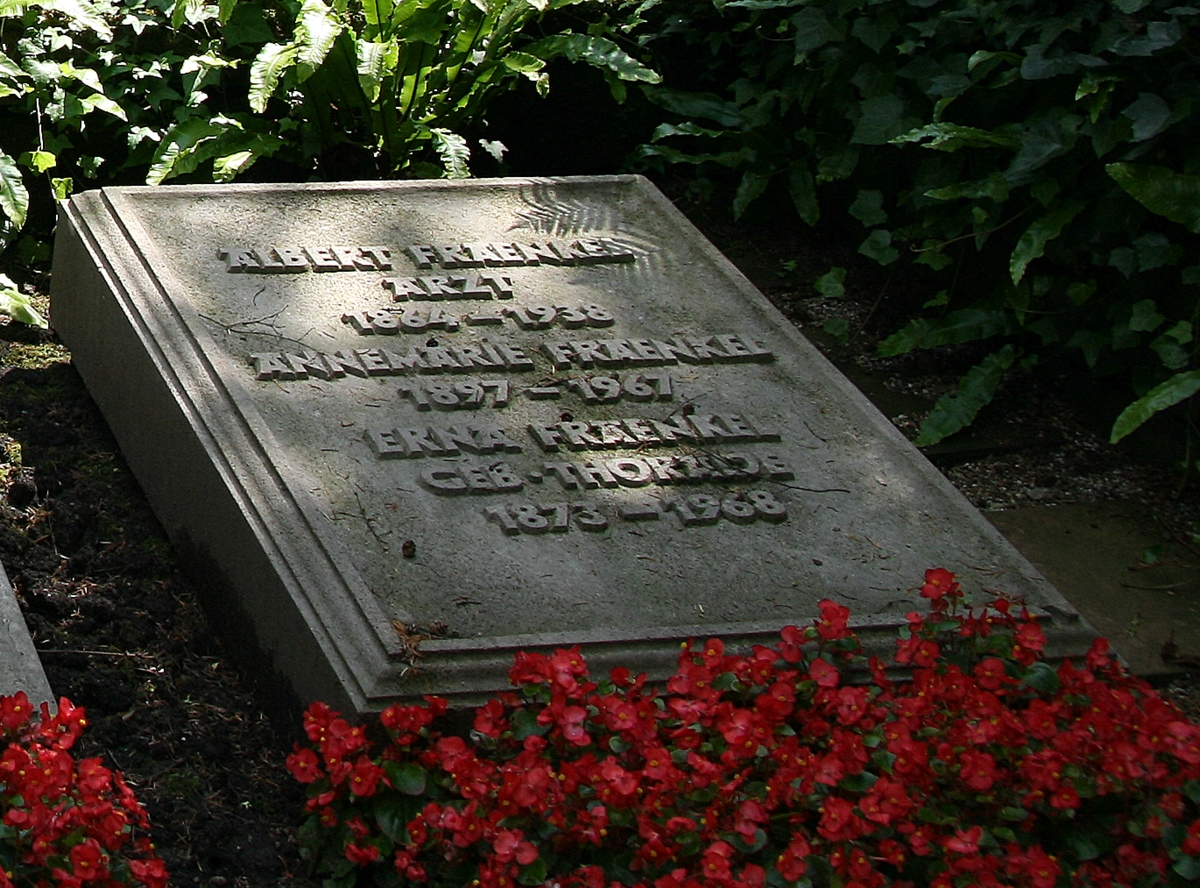
Fraenkels grav i Heidelberg.

Albert Fraenkel, född den 3 juni 1864 i Neustadt an der Weinstrasse, död den 22 december 1938 i Heidelberg, var en tysk läkare. Han har givit namn åt Albert Fraenkel plaketten, som ges till framstående tyskspråkiga kardiologer.
Fraenkel, sonen till en judisk köpman, studerade medicin i München och Strasbourg under 1880-talet. Han praktiserade till att börja med inre medicin och obstetrik, men övergick till att studera lungsjukdomar efter att ha angripits av tuberkulos. Han etablerade ett sanatorium vid Badenweiler i Schwarzwald. Under Hitlertiden fråntogs han som född jude (han hade gått över till den evangeliska läran 1896, i samband med sitt giftermål) sin post som professor i Heidelberg 1933 och sitt tillstånd att praktisera medicin tre månader före sin död.